# Jean-Claude Loubatière
Jean-Claude Loubatière (né le 2 mai 1944 à Thoiras et mort le 7 avril 2004 à Montpellier) est un ancien président de la fédération française des échecs, de 1989 à 2004,.

## Biographie
Jean-Claude Loubatière est professeur de mathématiques. Il est aussi le père de Patrick Loubatière. 
Jean-Claude Loubatière est  fondateur du club de Montpellier Échecs. Il a consacré plus de la moitié de sa vie à la fédération française des échecs.

## Au sein de la fédération française des échecs
Jean-Claude Loubatière a créé le classement national en 1974. Il est directeur technique national puis président, à partir de 1989, de la fédération. Il le restera jusqu'à sa mort en 2004.
Au cours de ses mandats successifs, le nombre de licenciés a presque été multiplié par trois, passant de 20 000 à plus de 54 000. Infatigable travailleur et instigateur de projets innovants, Jean-Claude Loubatière a restructuré la fédération, en la dotant notamment de la plupart des compétitions par équipes qui perdurent.
Il a aussi envisagé de prendre la tête de la fédération internationale des échecs (FIDE).

## Coupe Loubatière
À la mort de Jean-Claude Loubatière, son nom est associé à la Coupe Nationale des moins de 1700 Elo, qui devient la coupe Loubatière. La coupe est jouée en plusieurs phases : départementale (1 qualifié par tranche de 4 engagés), des phases intermédiaires, au sein des régions (phases 2 et 3) et une finale avec 15 qualifiés, et le champion de la saison précédente. 